# 11e étape du Tour de France 2018
Pour un article plus général, voir Tour de France 2018.
La 11e étape du Tour de France 2018 se déroule le mercredi 18 juillet 2018 d'Albertville à la station de La Rosière, sur une distance de 108,5 kilomètres.

## Parcours
La onzième étape est la deuxième étape alpine du Tour de France 2018. Disputée dans le département de la Savoie, elle part d'Albertville et arrive à La Rosière. Elle est courte (108,5 km), promettant une course nerveuse, et comprend deux difficultés hors catégorie.
Après le départ à Albertville, le parcours suit le Doron jusqu'à Villard-sur-Doron, où est placé le sprint intermédiaire du jour (km 12) et où débute la montée de Bisanne, première difficulté hors catégorie du jour (12,4 km à 8,2 %). La descente ramène la course dans la vallée du Doron, par Beaufort, pour se diriger vers la deuxième ascension hors catégorie, le col du Pré (12,6 km à 7,7 %), immédiatement suivie du Cormet de Roselend (2e catégorie, 5,7 km à 6,5 %). La descente qui suit mène à Bourg-Saint-Maurice, départ d'étape le lendemain. L'étape se termine par une côte de première catégorie (17,6 km à 5,8 %) menant à la station de sports d'hiver de La Rosière,.

## Déroulement de la course

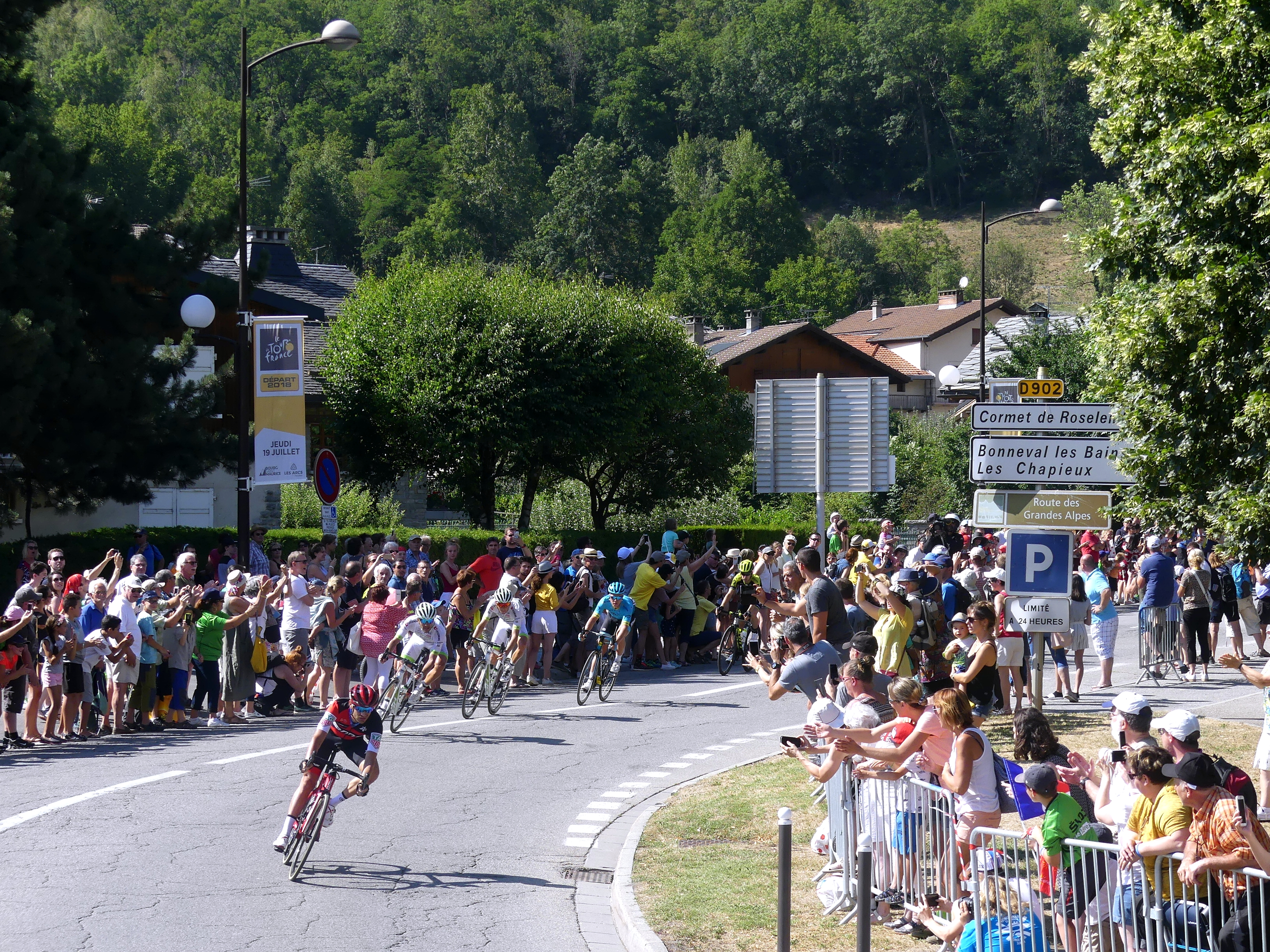
L'échappée de 5 coureurs à Bourg-Saint-Maurice avant la dernière ascension.

Le tracé court et nerveux inspire les baroudeurs, contrairement à l'étape de la veille. Dès le kilomètre 0, une quarantaine de coureurs sortent du peloton, lequel va être rapidement mené par la Sky qui cherche à contrôler la course. Le groupe de tête se disloque au fil des montées des cols, tandis qu'Alejandro Valverde s'échappe du peloton mais ne parvient pas à rejoindre ce groupe. Malgré les offensives de la Movistar et de Sunweb, le course est maîtrisée par la Sky. Dans la montée inédite vers La Rosière, le Gallois de la Sky Geraint Thomas attaque et sort du peloton à 5,5 km de l'arrivée. Thomas reprend les coureurs à l'avant un à un, attaque à nouveau après la flamme rouge et dépasse l’Espagnol Mikel Nieve à 300 m de l’arrivée. Thomas fait coup double : vainqueur de l'étape, il devient le nouveau maillot jaune devant Tom Dumoulin, 2e de l’étape à 20 secondes et son leadeur (présumé) Chris Froome, 3e de l’étape à 20 secondes également de son coéquipier. La Sky assomme la course.
Selon L'Équipe, « à dix jours de l'arrivée à Paris, le Tour est probablement joué et seule la perspective d'un coup du sort entretient encore un petit espoir ».

## Résultats

### Classement de l'étape
| Classement de la 11e étape | Classement de la 11e étape | Classement de la 11e étape | Classement de la 11e étape | Classement de la 11e étape |
|                            | Coureur                    | Pays                       | Équipe                     | Temps                      |
| -------------------------- | -------------------------- | -------------------------- | -------------------------- | -------------------------- |
| 1er                        | Geraint Thomas             | Royaume-Uni                | Sky                        | en 3 h 29 min 36 s         |
| 2e                         | Tom Dumoulin               | Pays-Bas                   | Sunweb                     | + 20 s                     |
| 3e                         | Christopher Froome         | Royaume-Uni                | Sky                        | + 20 s                     |
| 4e                         | Damiano Caruso             | Italie                     | BMC Racing                 | + 22 s                     |
| 5e                         | Mikel Nieve                | Espagne                    | Mitchelton-Scott           | + 22 s                     |
| 6e                         | Daniel Martin              | Irlande                    | UAE Emirates               | + 27 s                     |
| 7e                         | Jesús Herrada              | Espagne                    | Cofidis                    | + 57 s                     |
| 8e                         | Romain Bardet              | France                     | AG2R La Mondiale           | + 59 s                     |
| 9e                         | Vincenzo Nibali            | Italie                     | Bahrain-Merida             | + 59 s                     |
| 10e                        | Nairo Quintana             | Colombie                   | Movistar                   | + 59 s                     |
| modifier                   |                            |                            |                            |                            |

### Points attribués
| Sprint intermédiaire Villard-sur-Doron (km 11,5) | Sprint intermédiaire Villard-sur-Doron (km 11,5) | Sprint intermédiaire Villard-sur-Doron (km 11,5) | Sprint intermédiaire Villard-sur-Doron (km 11,5) | Sprint intermédiaire Villard-sur-Doron (km 11,5) |
| ------------------------------------------------ | ------------------------------------------------ | ------------------------------------------------ | ------------------------------------------------ | ------------------------------------------------ |
|                                                  | Coureur                                          | Pays                                             | Équipe                                           | Point(s)                                         |
| 1er                                              | Peter Sagan                                      | Slovaquie                                        | Bora-Hansgrohe                                   | 20                                               |
| 2e                                               | Damiano Caruso                                   | Italie                                           | BMC Racing                                       | 17                                               |
| 3e                                               | Warren Barguil                                   | France                                           | Fortuneo-Samsic                                  | 15                                               |
| 4e                                               | Daniel Navarro                                   | Espagne                                          | Cofidis                                          | 13                                               |
| 5e                                               | Romain Sicard                                    | France                                           | Direct Énergie                                   | 11                                               |
| 6e                                               | Andrea Pasqualon                                 | Italie                                           | Wanty-Groupe Gobert                              | 10                                               |
| 7e                                               | Serge Pauwels                                    | Belgique                                         | Dimension Data                                   | 9                                                |
| 8e                                               | Philippe Gilbert                                 | Belgique                                         | Quick-Step Floors                                | 8                                                |
| 9e                                               | Jesús Herrada                                    | Espagne                                          | Cofidis                                          | 7                                                |
| 10e                                              | Élie Gesbert                                     | France                                           | Fortuneo-Samsic                                  | 6                                                |
| 11e                                              | Tanel Kangert                                    | Estonie                                          | Astana                                           | 5                                                |
| 12e                                              | Michael Valgren Andersen                         | Danemark                                         | Astana                                           | 4                                                |
| 13e                                              | Paweł Poljański                                  | Pologne                                          | Bora-Hansgrohe                                   | 3                                                |
| 14e                                              | Niki Terpstra                                    | Pays-Bas                                         | Quick-Step Floors                                | 2                                                |
| 15e                                              | Thomas De Gendt                                  | Belgique                                         | Lotto-Soudal                                     | 1                                                |
| modifier                                         |                                                  |                                                  |                                                  |                                                  |

| Arrivée d'étape La Rosière - Espace San Bernardo (km 108,5) | Arrivée d'étape La Rosière - Espace San Bernardo (km 108,5) | Arrivée d'étape La Rosière - Espace San Bernardo (km 108,5) | Arrivée d'étape La Rosière - Espace San Bernardo (km 108,5) | Arrivée d'étape La Rosière - Espace San Bernardo (km 108,5) |
| ----------------------------------------------------------- | ----------------------------------------------------------- | ----------------------------------------------------------- | ----------------------------------------------------------- | ----------------------------------------------------------- |
|                                                             | Coureur                                                     | Pays                                                        | Équipe                                                      | Point(s)                                                    |
| 1er                                                         | Geraint Thomas                                              | Royaume-Uni                                                 | Sky                                                         | 20                                                          |
| 2e                                                          | Tom Dumoulin                                                | Pays-Bas                                                    | Sunweb                                                      | 17                                                          |
| 3e                                                          | Christopher Froome                                          | Royaume-Uni                                                 | Sky                                                         | 15                                                          |
| 4e                                                          | Damiano Caruso                                              | Italie                                                      | BMC Racing                                                  | 13                                                          |
| 5e                                                          | Mikel Nieve                                                 | Espagne                                                     | Mitchelton-Scott                                            | 11                                                          |
| 6e                                                          | Daniel Martin                                               | Irlande                                                     | UAE Emirates                                                | 10                                                          |
| 7e                                                          | Jesús Herrada                                               | Espagne                                                     | Cofidis                                                     | 9                                                           |
| 8e                                                          | Romain Bardet                                               | France                                                      | AG2R La Mondiale                                            | 8                                                           |
| 9e                                                          | Vincenzo Nibali                                             | Italie                                                      | Bahrain-Merida                                              | 7                                                           |
| 10e                                                         | Nairo Quintana                                              | Colombie                                                    | Movistar                                                    | 6                                                           |
| 11e                                                         | Primož Roglič                                               | Slovénie                                                    | Lotto NL-Jumbo                                              | 5                                                           |
| 12e                                                         | Steven Kruijswijk                                           | Pays-Bas                                                    | Lotto NL-Jumbo                                              | 4                                                           |
| 13e                                                         | Mikel Landa                                                 | Espagne                                                     | Movistar                                                    | 3                                                           |
| 14e                                                         | Egan Bernal                                                 | Colombie                                                    | Sky                                                         | 2                                                           |
| 15e                                                         | Ilnur Zakarin                                               | Russie                                                      | Katusha-Alpecin                                             | 1                                                           |
| modifier                                                    |                                                             |                                                             |                                                             |                                                             |

|   | Coureur            | Pays        | Équipe | Bonifications |
| - | ------------------ | ----------- | ------ | ------------- |
| 1 | Geraint Thomas     | Royaume-Uni | Sky    | 10 s          |
| 2 | Tom Dumoulin       | Pays-Bas    | Sunweb | 6 s           |
| 3 | Christopher Froome | Royaume-Uni | Sky    | 4 s           |

### Cols et côtes
| Montée de Bisanne (km 26) Hors catégorie (12,4 km à 8,2%) | Montée de Bisanne (km 26) Hors catégorie (12,4 km à 8,2%) | Montée de Bisanne (km 26) Hors catégorie (12,4 km à 8,2%) | Montée de Bisanne (km 26) Hors catégorie (12,4 km à 8,2%) | Montée de Bisanne (km 26) Hors catégorie (12,4 km à 8,2%) |
| --------------------------------------------------------- | --------------------------------------------------------- | --------------------------------------------------------- | --------------------------------------------------------- | --------------------------------------------------------- |
|                                                           | Coureur                                                   | Pays                                                      | Équipe                                                    | Point(s)                                                  |
| 1er                                                       | Julian Alaphilippe                                        | France                                                    | Quick-Step Floors                                         | 20                                                        |
| 2e                                                        | Warren Barguil                                            | France                                                    | Fortuneo-Samsic                                           | 15                                                        |
| 3e                                                        | Thomas De Gendt                                           | Belgique                                                  | Lotto-Soudal                                              | 12                                                        |
| 4e                                                        | Serge Pauwels                                             | Belgique                                                  | Dimension Data                                            | 10                                                        |
| 5e                                                        | Rein Taaramäe                                             | Estonie                                                   | Direct Énergie                                            | 8                                                         |
| 6e                                                        | Anthony Perez                                             | France                                                    | Cofidis                                                   | 6                                                         |
| 7e                                                        | Mikel Nieve                                               | Espagne                                                   | Mitchelton-Scott                                          | 4                                                         |
| 8e                                                        | Darwin Atapuma                                            | Colombie                                                  | UAE Emirates                                              | 2                                                         |
| modifier                                                  |                                                           |                                                           |                                                           |                                                           |

| Col du Pré (km 57,5) Hors catégorie (12,6 km à 7,7%) | Col du Pré (km 57,5) Hors catégorie (12,6 km à 7,7%) | Col du Pré (km 57,5) Hors catégorie (12,6 km à 7,7%) | Col du Pré (km 57,5) Hors catégorie (12,6 km à 7,7%) | Col du Pré (km 57,5) Hors catégorie (12,6 km à 7,7%) |
| ---------------------------------------------------- | ---------------------------------------------------- | ---------------------------------------------------- | ---------------------------------------------------- | ---------------------------------------------------- |
|                                                      | Coureur                                              | Pays                                                 | Équipe                                               | Point(s)                                             |
| 1er                                                  | Warren Barguil                                       | France                                               | Fortuneo-Samsic                                      | 20                                                   |
| 2e                                                   | Serge Pauwels                                        | Belgique                                             | Dimension Data                                       | 15                                                   |
| 3e                                                   | Élie Gesbert                                         | France                                               | Fortuneo-Samsic                                      | 12                                                   |
| 4e                                                   | Darwin Atapuma                                       | Colombie                                             | UAE Emirates                                         | 10                                                   |
| 5e                                                   | Jesús Herrada                                        | Espagne                                              | Cofidis                                              | 8                                                    |
| 6e                                                   | Damiano Caruso                                       | Italie                                               | BMC Racing                                           | 6                                                    |
| 7e                                                   | Tanel Kangert                                        | Estonie                                              | Astana                                               | 4                                                    |
| 8e                                                   | Mathias Frank                                        | Suisse                                               | AG2R La Mondiale                                     | 2                                                    |
| modifier                                             |                                                      |                                                      |                                                      |                                                      |

| Cormet de Roselend (km 70) 2e catégorie (5,7 km à 6,5%) | Cormet de Roselend (km 70) 2e catégorie (5,7 km à 6,5%) | Cormet de Roselend (km 70) 2e catégorie (5,7 km à 6,5%) | Cormet de Roselend (km 70) 2e catégorie (5,7 km à 6,5%) | Cormet de Roselend (km 70) 2e catégorie (5,7 km à 6,5%) |
| ------------------------------------------------------- | ------------------------------------------------------- | ------------------------------------------------------- | ------------------------------------------------------- | ------------------------------------------------------- |
|                                                         | Coureur                                                 | Pays                                                    | Équipe                                                  | Point(s)                                                |
| 1er                                                     | Warren Barguil                                          | France                                                  | Fortuneo-Samsic                                         | 5                                                       |
| 2e                                                      | Jesús Herrada                                           | Espagne                                                 | Cofidis                                                 | 3                                                       |
| 3e                                                      | Élie Gesbert                                            | France                                                  | Fortuneo-Samsic                                         | 2                                                       |
| 4e                                                      | Mikel Nieve                                             | Espagne                                                 | Mitchelton-Scott                                        | 1                                                       |
| modifier                                                |                                                         |                                                         |                                                         |                                                         |

| La Rosière - Espace San Bernardo - Arrivée (km 108,5) 1re catégorie (17,6 km à 5,8%) | La Rosière - Espace San Bernardo - Arrivée (km 108,5) 1re catégorie (17,6 km à 5,8%) | La Rosière - Espace San Bernardo - Arrivée (km 108,5) 1re catégorie (17,6 km à 5,8%) | La Rosière - Espace San Bernardo - Arrivée (km 108,5) 1re catégorie (17,6 km à 5,8%) | La Rosière - Espace San Bernardo - Arrivée (km 108,5) 1re catégorie (17,6 km à 5,8%) |
| ------------------------------------------------------------------------------------ | ------------------------------------------------------------------------------------ | ------------------------------------------------------------------------------------ | ------------------------------------------------------------------------------------ | ------------------------------------------------------------------------------------ |
|                                                                                      | Coureur                                                                              | Pays                                                                                 | Équipe                                                                               | Point(s)                                                                             |
| 1er                                                                                  | Geraint Thomas                                                                       | Royaume-Uni                                                                          | Sky                                                                                  | 10                                                                                   |
| 2e                                                                                   | Tom Dumoulin                                                                         | Pays-Bas                                                                             | Sunweb                                                                               | 8                                                                                    |
| 3e                                                                                   | Christopher Froome                                                                   | Royaume-Uni                                                                          | Sky                                                                                  | 6                                                                                    |
| 4e                                                                                   | Damiano Caruso                                                                       | Italie                                                                               | BMC Racing                                                                           | 4                                                                                    |
| 5e                                                                                   | Mikel Nieve                                                                          | Espagne                                                                              | Mitchelton-Scott                                                                     | 2                                                                                    |
| 6e                                                                                   | Daniel Martin                                                                        | Irlande                                                                              | UAE Emirates                                                                         | 1                                                                                    |
| modifier                                                                             |                                                                                      |                                                                                      |                                                                                      |                                                                                      |

### Prix de la combativité

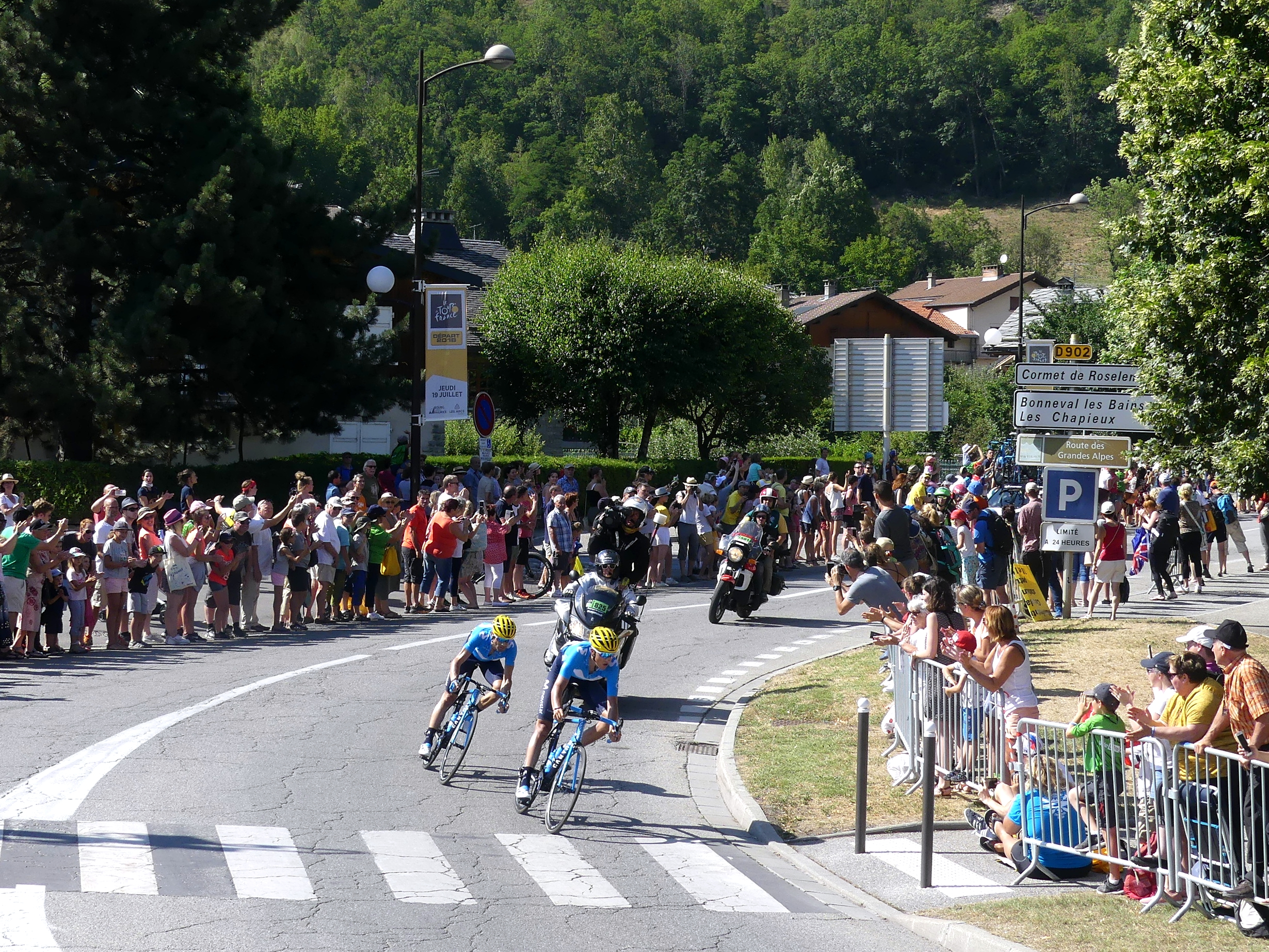
Alejandro Valverde et Marc Soler suivant l’échappée à Bourg-Saint-Maurice

- Alejandro Valverde (Movistar )

## Classements à l'issue de l'étape

### Classement général
| Classement général | Classement général | Classement général | Classement général | Classement général |
|                    | Coureur            | Pays               | Équipe             | Temps              |
| ------------------ | ------------------ | ------------------ | ------------------ | ------------------ |
| 1er                | Geraint Thomas     | Royaume-Uni        | Sky                | en 44 h 6 min 16 s |
| 2e                 | Christopher Froome | Royaume-Uni        | Sky                | + 1 min 25 s       |
| 3e                 | Tom Dumoulin       | Pays-Bas           | Sunweb             | + 1 min 44 s       |
| 4e                 | Vincenzo Nibali    | Italie             | Bahrain-Merida     | + 2 min 14 s       |
| 5e                 | Primož Roglič      | Slovénie           | Lotto NL-Jumbo     | + 2 min 23 s       |
| 6e                 | Steven Kruijswijk  | Pays-Bas           | Lotto NL-Jumbo     | + 2 min 40 s       |
| 7e                 | Mikel Landa        | Espagne            | Movistar           | + 2 min 56 s       |
| 8e                 | Romain Bardet      | France             | AG2R La Mondiale   | + 2 min 58 s       |
| 9e                 | Nairo Quintana     | Colombie           | Movistar           | + 3 min 16 s       |
| 10e                | Daniel Martin      | Irlande            | UAE Emirates       | + 3 min 16 s       |
| modifier           |                    |                    |                    |                    |

### Classement par points
| Classement par points | Classement par points | Classement par points | Classement par points | Classement par points |
| --------------------- | --------------------- | --------------------- | --------------------- | --------------------- |
|                       | Coureur               | Pays                  | Équipe                | Point(s)              |
| 1er                   | Peter Sagan           | Slovaquie             | Bora-Hansgrohe        | 339 points            |
| 2e                    | Fernando Gaviria      | Colombie              | Quick-Step Floors     | 218 pts               |
| 3e                    | Dylan Groenewegen     | Pays-Bas              | Lotto NL-Jumbo        | 132 pts               |
| 4e                    | Alexander Kristoff    | Norvège               | UAE Emirates          | 129 pts               |
| 5e                    | Arnaud Démare         | France                | Groupama-FDJ          | 106 pts               |
| 6e                    | André Greipel         | Allemagne             | Lotto-Soudal          | 106 pts               |
| 7e                    | John Degenkolb        | Allemagne             | Trek-Segafredo        | 100 pts               |
| 8e                    | Andrea Pasqualon      | Italie                | Wanty-Groupe Gobert   | 82 pts                |
| 9e                    | Philippe Gilbert      | Belgique              | Quick-Step Floors     | 78 pts                |
| 10e                   | Greg Van Avermaet     | Belgique              | BMC Racing            | 69 pts                |
| modifier              |                       |                       |                       |                       |

### Classement du meilleur jeune
| Classement général du meilleur jeune | Classement général du meilleur jeune | Classement général du meilleur jeune | Classement général du meilleur jeune | Classement général du meilleur jeune |
|                                      | Coureur                              | Pays                                 | Équipe                               | Temps                                |
| ------------------------------------ | ------------------------------------ | ------------------------------------ | ------------------------------------ | ------------------------------------ |
| 1er                                  | Pierre Latour                        | France                               | AG2R La Mondiale                     | en 44 h 18 min 2 s                   |
| 2e                                   | Guillaume Martin                     | France                               | Wanty-Groupe Gobert                  | + 2 min 3 s                          |
| 3e                                   | Egan Bernal                          | Colombie                             | Sky                                  | + 7 min 35 s                         |
| 4e                                   | Søren Kragh Andersen                 | Danemark                             | Sunweb                               | + 23 min 5 s                         |
| 5e                                   | David Gaudu                          | France                               | Groupama-FDJ                         | + 32 min 50 s                        |
| 6e                                   | Daniel Martínez                      | Colombie                             | EF Education First-Drapac            | + 33 min 27 s                        |
| 7e                                   | Stefan Küng                          | Suisse                               | BMC Racing                           | + 33 min 31 s                        |
| 8e                                   | Antwan Tolhoek                       | Pays-Bas                             | Lotto NL-Jumbo                       | + 42 min 4 s                         |
| 9e                                   | Magnus Cort Nielsen                  | Danemark                             | Astana                               | + 45 min 47 s                        |
| 10e                                  | Thomas Boudat                        | France                               | Direct Énergie                       | + 48 min 49 s                        |
| modifier                             |                                      |                                      |                                      |                                      |

### Classement du meilleur grimpeur
| Classement du meilleur grimpeur | Classement du meilleur grimpeur | Classement du meilleur grimpeur | Classement du meilleur grimpeur | Classement du meilleur grimpeur |
| ------------------------------- | ------------------------------- | ------------------------------- | ------------------------------- | ------------------------------- |
|                                 | Coureur                         | Pays                            | Équipe                          | Point(s)                        |
| 1er                             | Julian Alaphilippe              | France                          | Quick-Step Floors               | 61 points                       |
| 2e                              | Serge Pauwels                   | Belgique                        | Dimension Data                  | 49 pts                          |
| 3e                              | Warren Barguil                  | France                          | Fortuneo-Samsic                 | 40 pts                          |
| 4e                              | Rein Taaramäe                   | Estonie                         | Direct Énergie                  | 36 pts                          |
| 5e                              | Rudy Molard                     | France                          | Groupama-FDJ                    | 22 pts                          |
| 6e                              | David Gaudu                     | France                          | Groupama-FDJ                    | 21 pts                          |
| 7e                              | Greg Van Avermaet               | Belgique                        | BMC Racing                      | 15 pts                          |
| 8e                              | Élie Gesbert                    | France                          | Fortuneo-Samsic                 | 14 pts                          |
| 9e                              | Darwin Atapuma                  | Colombie                        | UAE Emirates                    | 12 pts                          |
| 10e                             | Thomas De Gendt                 | Belgique                        | Lotto-Soudal                    | 12 pts                          |
| modifier                        |                                 |                                 |                                 |                                 |

### Classement par équipes
| Classement par équipes | Classement par équipes | Classement par équipes | Classement par équipes |
|                        | Équipe                 | Pays                   | Temps                  |
| ---------------------- | ---------------------- | ---------------------- | ---------------------- |
| 1re                    | Movistar               | Espagne                | en 133 h 9 min 11 s    |
| 2e                     | Bahrain-Merida         | Bahreïn                | + 1 min 37 s           |
| 3e                     | Sky                    | Royaume-Uni            | + 5 min 45 s           |
| 4e                     | Lotto NL-Jumbo         | Pays-Bas               | + 7 min 59 s           |
| 5e                     | AG2R La Mondiale       | France                 | + 24 min 43 s          |
| 6e                     | Astana                 | Kazakhstan             | + 28 min 55 s          |
| 7e                     | Mitchelton-Scott       | Australie              | + 34 min 55 s          |
| 8e                     | BMC Racing             | États-Unis             | + 35 min 34 s          |
| 9e                     | Sunweb                 | Allemagne              | + 46 min 29 s          |
| 10e                    | Katusha-Alpecin        | Suisse                 | + 53 min 53 s          |
| modifier               |                        |                        |                        |

## Abandons
- 131 -  Mark Cavendish (Dimension Data) : hors délais[6]
- 135 -  Mark Renshaw (Dimension Data) : hors délais[6]
- 144 -  Marcel Kittel (Katusha-Alpecin) : hors délais[6]